# Christoph Bantzer
Christoph Bantzer (Marburgo, Hesse, Alemania; 4 de junio de 1936) es un actor de televisión alemán.
Su hermano menor Claus Bantzer es compositor y músico.

## Vida y trabajo
Christoph Bantzer nació en el año 1938 en Marburgo en una familia de artistas (tanto el padre como su abuelo fueron pintores), y su hermano menor Claus Bantzer es compositor y músico.
Bantzer estudió actuación en la Universidad de las Artes de Berlín.
Su enfoque es el espectáculo de teatro; actuó en muchos teatros de habla alemana, como el Teatro Schiller, el Schauspielhaus Zürich o el Burgtheater de Viena. Del año 1972 a 1977 fue un miembro de Christoph Bantzer Deutsches Schauspielhaus de Hamburgo. Desde el año 1985 - el inicio del cargo de director de Jürgen Flimms - Bantzer pertenece al Teatro Thalia de Hamburgo.
Además de sus compromisos teatrales, Bantzer trabaja con muchas películas, principalmente producciones de televisión. Como orador, se puede escuchar en una serie de libros de audio y también en sincronizaciones.